# Liste der Mitglieder des Landtages (Freistaat Mecklenburg-Schwerin) (7. Wahlperiode)
Diese Liste gibt einen Überblick über alle Mitglieder des Landtages des Freistaates Mecklenburg-Schwerin in der 7. Wahlperiode (1932 bis 1933).

## B
- Hermann Behme, NSDAP
- Rudolf Behrens, BAM
- Karl Beyer, NSDAP
- Ernst Brüning, NSDAP
- Heinrich Buhse, NSDAP
- Karl Heinz Bürger, NSDAP
- Wilhelm Burmeister, NSDAP

## E
- Hans Egon Engell, NSDAP
- Karl Eschenburg, DNVP (bis 1932)

## F
- Otto Frick, NSDAP
- Karl Fründt, DNVP
- Hans Fuchs, SPD
- Herbert Fust, NSDAP

## G
- Konrad Geu, SPD
- Walter Granzow, NSDAP (bis 1932)
- Fritz Graune, NSDAP
- Karl Greve, NSDAP
- Karl Groth, SPD

## H
- Paul Hahn, NSDAP
- Paul Harder, SPD
- Hans Hennecke, SPD
- Friedrich Hildebrandt, NSDAP
- Wilhelm Höcker, SPD

## J
- Willy Jesse, SPD

## K
- Xaver Karl, SPD
- Franz Kerneck, SPD
- Margarete Ketelhohn, SPD
- Heinrich Klasen, SPD
- Rudolf Krüger, NSDAP

## L
- Wilhelm Lemm, NSDAP

## M
- Johannes Manitius, DNVP
- Edmund Mattig, NSDAP
- Richard Methling, NSDAP
- Richard Moeller, BAM
- Carl Moltmann, SPD

## O
- Dietrich von Oertzen, DNVP
- Ludwig Oldach, NSDAP

## P
- Alfred Pleuger, NSDAP
- Emil Pommerening, NSDAP

## Q
- Bernhard Quandt, KPD

## R
- Hans Reiter, NSDAP

## S
- Rudolf Schildmann, NSDAP
- Karl Schneeberg, SPD
- Paul Schröder, SPD (bis 1932)
- Willi Schröder, KPD
- Johann Albrecht Graf von der Schulenburg, NSDAP
- Adolf-Heinrich Schultz, NSDAP
- Albert Schulz, SPD
- Alfred Schulze, KPD
- Walter Schumann, NSDAP
- Paul Schwanke, SPD
- Friedrich Steinsatt, NSDAP
- Karl Ludwig Strutz, SPD
- Karl Surga, NSDAP

## T
- Adolf Thede, DNVP

## V
- Walter Volgmann, NSDAP
- Paul Vorbeck, NSDAP
- Hanny Voß, DNVP

## W
- Paul Walter, ANM
- Karl Walther, NSDAP
- Johannes Warnke, KPD
- Kurt Wegner, NSDAP
- Friedrich Wehmer, SPD
- Robert Wohlers, SPD